# 小行星200033
小行星200033（200033 Newtaipei），臨時編號2007 PX46，是一顆位於小行星帶的小行星。由鹿林天文台於2007年8月6日發現。
該小行星以台灣北部的新北市命名。